# Герб Фроловки (Приморский край)
Герб посёлка Фроловка Партизанского муниципального района Приморского края Российской Федерации. Посёлок Фроловка входит в состав Новицкого сельского поселения.
В Государственный геральдический регистр Российской Федерации не внесён.

## Описание
Щит рассечен золотом и серебром. В правой части щита зелёный дуб с золотыми стволом и корнями, в левой — волнистый лазоревый пояс, соединенный справа внизу с волнистой же лазоревой перевязью; в лазоревой треугольной главе — золотой якорь.